# Спортивне товариство
Спортивне товариство — організація фізкультурно-спортивної спрямованості, завданням якої є сприяння розвитку фізичної культури та спорту.

## Початок XX століття
В Україні наприкінці XIX століття виникло спортивне товариство «Сокіл», а на початку XX століття на додачу до цього товариство Січ, учасники яких пізніше разом із учасниками скаутської організації Пласт стали базою для формування в Австро-Угорщині добровольчого національного формування, Легіону УСС, під час І СВ, та пізніше, після проголошення Української Народної Республіки Січових Стрільців. 

## У Радянському Союзі

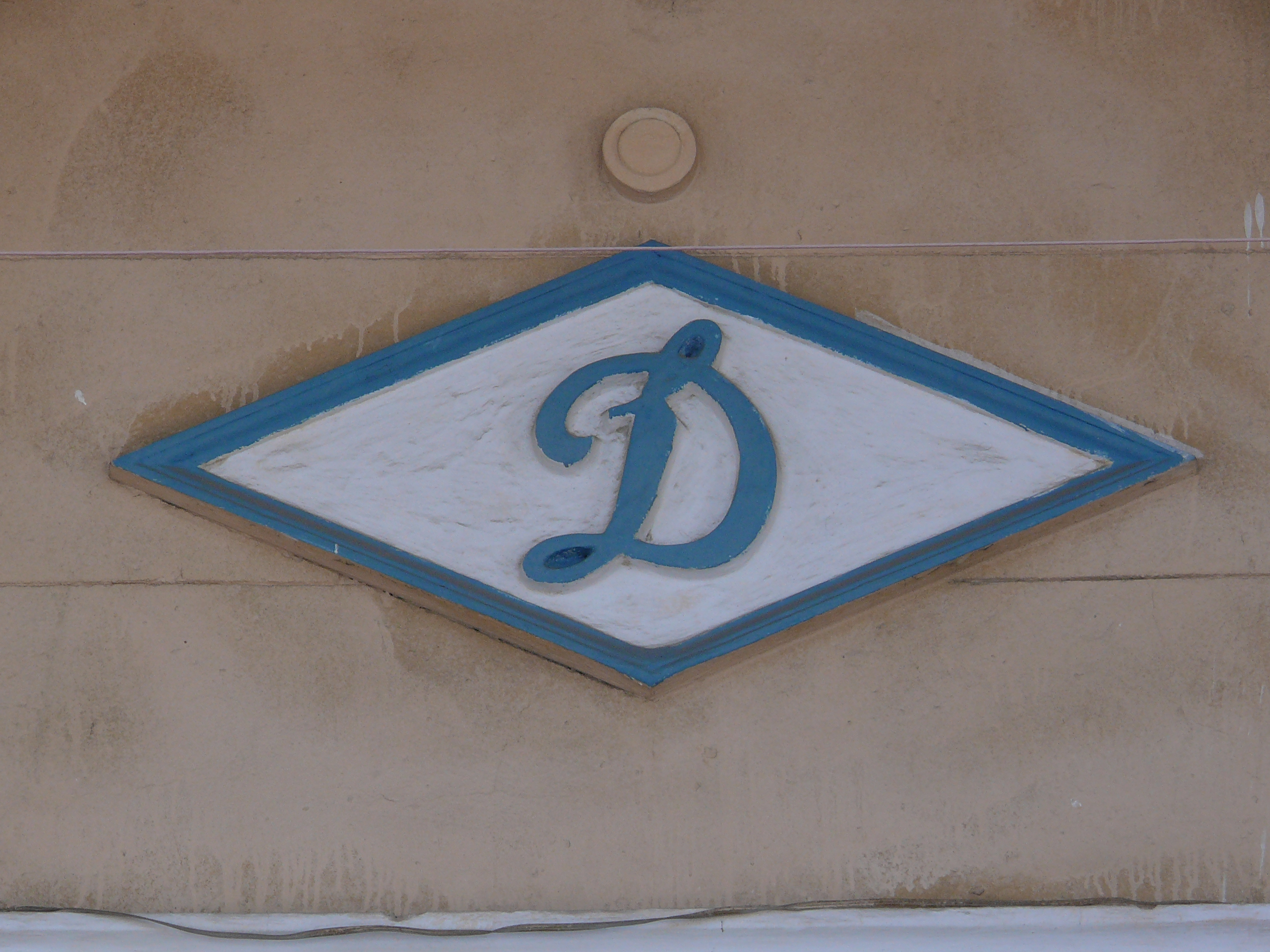
Емблема «Динамо»

Емблема «Спартака»

У СРСР «Добровільним спортивним товариством» (ДСТ) було об'єднання трудящих і молоді з метою розвитку фізичної культури, спорту та туризму.
Перші два спортивних товариства в Радянському Союзі створено 1923 року. Вони були відомчими — товариство «Динамо» діяло під патронатом Державного політичного управління НКВС РРФСР, а ЦСКА (Москва) опікувалися Збройні сили СРСР.
Кількість і назви радянських товариств змінювалися, до 1970-х остаточно сформувалося 6 усесоюзних добровільних спортивних товариств, що об'єднували працівників певної галузі:
- «Буревісник» (засноване 1957 року, рос. Буревестник) — вищі навчальні заклади, науково-дослідні установи
- «Водник» (1937, рос. Водник) — морське і річкове господарство
- «Зеніт» (1936, реорганізоване 1966, рос. Зенит) — машинобудівна промисловість
- «Локомотив» (1936, рос. Локомотив) — залізниця
- «Спартак» (1935, рос. Спартак) — держторгівля, промкооперація, легка та харчова промиловість, цивільна авіація, освіта, культура, охорона здоров'я
- «Трудові резерви» (1943, рос. Трудовые резервы) — ПТУ

Значними фінансовими та адміністративними ресурсами володіли спортивні товариства відомств: Центральний спортивний клуб армії (Москва) та численні СКА представляли Збройні сили СРСР, а товариство «Динамо» — Міністерство внутрішніх справ СРСР і КДБ при Раді Міністрів СРСР. Також існувала всесоюзна організація ДТСААФ (Добровільне товариство сприяння армії авіації і флоту).
Крім усесоюзних ДСТ у кожній з 15 республік у 1950-х роках сформовано ще по 2 товариства: одне представляло промисловість, інше — сільське господарство. Серед найбільших республіканських товариств: «Труд» і «Урожай» у РРФСР, «Авангард» і «Колос» в УРСР. В інших республіках особливо відомими стали сільські товариства «Пахтакор» (Узбецька РСР) і «Кайрат» (Казахська РСР), промислові «Жальгіріс» (Литовська РСР) і «Нефтчі» (Азербайджанська РСР) завдяки своїм спортивним досягненням у футболі, баскетболі та інших видах спорту.
В інших комуністичних країнах існували аматорські спортивні клуби:
- «Вашаш» (Угорщина)
- «Гурник» (Польща)
- «Спарта» (Чехословаччина)
- «Форвертс» (НДР)
- «Партизан» (Югославія)

та інші.
На будівництво спортивних споруд виділяли значні кошти, тому в більшості великих населених пунктів були можливості для занять спортом. Комуністична пропаганда позитивно висвітлювала досягнення соціалістичних спортсменів-«любителів» протиставляючи їх капіталістичним професіональним спортсменам, хоча насправді спортсмени у комуністичних країнах також фактично були професіоналами, адже весь робочий час проводили на тренуваннях, а не на основній (офіційній) роботі.

## В Україні
Відповідно до українського законодавства «Фізкультурно-спортивні товариства — громадські організації фізкультурно-спортивної спрямованості, основними завданнями яких є: сприяння реалізації державної політики у сфері фізичної культури та спорту; організація фізкультурно-оздоровчої діяльності, зокрема за місцем роботи громадян; забезпечення розвитку визначених напрямів спорту».
Фізкультурно-спортивні товариства в Україні можуть мати місцевий або всеукраїнський статус. Всеукраїнські товариства:
- «Динамо»,
- «Україна»,
- «Колос»,
- «Спартак».